# Alexandr Ferdinand z Thurn-Taxisu
Alexandr Ferdinand, kníže z Thurn-Taxisu (21. března 1704, Frankfurt nad Mohanem – 17. března 1773, Řezno) byl třetí kníže z Thurn-Taxisu a generální poštmistr císařské pošty.

## Život
Narodil se 21. března 1704 ve Frankfurtu nad Mohanem jako syn Anselma Františka, 2. knížete z Thurn-Taxisu a jeho manželky kněžny Marie Ludoviky Anny Františky z Lobkovic.
Po smrti svého otce se stal generálním poštmistrem císařské pošty.
Jeho navrhovanou nevěstou byla markraběnka Augusta Bádenská, dcera markraběte Ludvíka Viléma I. Bádenského a jeho manželky markraběnky Sibyly Sasko-Lauenburské.
Dne 11. dubna 1731 se ve Frankfurtu nad Mohanem oženil s markraběnkou Žofií Kristýnou Braniborsko-Bayreuthskou, dcerou Jiřího Jindřicha, markraběte Braniborsko-Bayreuthského a jeho manželky princezny Doroty Šlesvicko-Holštýnsko-Sonderbursko-Beckské. Spolu měli 5 dětí:
- Žofie Kristýna z Thurn-Taxisu (8. prosince 1731 – 23. prosince 1731)
- Karel Anselm, 4. kníže z Thurn-Taxisu (2. června 1733 – 13. listopadu 1805),

⚭ 1753 Augusta Alžběta Württemberská (30. října 1734 – 4. června 1787), rozvedli se roku 1776
⚭ 1787 Alžběta Hildebrandová (1757–1841), morganatické manželství
- Luisa Augusta Šarlota z Thurn-Taxisu (1734–1735)
- Fridrich August z Thurn-Taxisu (5. prosince 1736 – 12. září 1755)
- Ludvík František Karel Lamoral Josef z Thurn-Taxisu (13. října 1737 – 7. srpna 1738)

Po smrti své manželky se v Paříži dne 22. března 1745 oženil s Luisou Lotrinskou, dcerou prince Ludvíka Lotrinského a jeho manželky Jany Jindřišky Markéty de Durfort.
Po smrti své druhé manželky se v Řezně 21. září 1750 naposledy oženil s princeznou Marií Jindřiškou Josefou Fürstenbersko-Stühlingenskou, dcerou prince Josefa Viléma Arnošta Fürstenberského a jeho manželky hraběnky Terezie Anny Marie Eleonory z Valdštejna. Spolu měli 7 dětí:
- Marie Terezie z Thurn-Taxisu (28. února 1755 – 20. prosince 1810), ⚭ 1780 hrabě Ferdinand Antonín z Ahlefeldtu (9. května 1747 – 28. září 1815)
- Josefina z Thurn-Taxisu (1759–?)
- Jindřich Alexandr z Thurn-Taxisu (1762–?)
- František Josef z Thurn-Taxisu (1764–1765)
- Marie Anna Josefa z Thurn-Taxisu (1766–1805)
- Marie Alžběta Alexandrina z Thurn-Taxisu (30. listopadu 1767 – 21. července 1822)
- Maxmilián Josef z Thurn-Taxisu (1769–1831)

Zemřel 17. března 1773 v Řezně.